# 劉若瑀
劉若瑀（1956年9月16日—），原名劉靜敏，在優人神鼓人稱蘭姊，出生於新竹縣新竹市立功里的貿易二村，父親是軍隊裡的康樂官，她上有三個姊姊、一個哥哥。因受父親的影響，劉若瑀從小就愛上了舞台。中國文化大學戲劇系中國戲劇組畢業，1984年獲得美國紐約大學劇場藝術碩士，台灣現代戲劇表演團體優人神鼓（原優劇團）創辦人。現任優人神鼓創辦人及台北表演藝術中心董事長。

## 生平
- 1980年初期參與蘭陵劇坊演出，代表作為《荷珠新配》。
- 1982年以中視兒童節目《小小臉譜》獲得第17屆金鐘獎兒童節目主持人獎。
- 1982年前往美國紐約大學教育劇場深造。
- 1984年獲得美國紐約大學劇場藝術碩士。
- 1984-1985年獲得波蘭劇場大師葛羅托斯基(Jerzy Grotowski)遴選，參加為期一年的訓練。
- 1988年成立「優劇場」，進行為期五年的「溯計畫」活動，藉由探訪東方傳統武術、擊鼓、太極導引、民間戲曲、技藝、宗教科儀等元素，結合西方葛羅托斯基的身體訓練，發展出獨特的「當代肢體訓練法」，該期間代表作品有《鍾馗之死》(1989)、《山月記》(1992)和《漠‧水鏡記》(1992)。
- 1993年，劉若瑀邀請黃誌群(原名黃志文)加入劇團，將擊鼓、靜坐、與武術融入創作中，共同開創劇團演出新風格，發展一系列「優人神鼓」作品。
- 2003年成立「神鼓小優人」，成員以國小和國中為主，接受擊鼓和武術訓練課程
- 2007年與台北市景文高中合作創設景文高中「優人表演藝術班」，強調全面性培育表演者，將藝術「技術」與精神「素質」同時開發並發展。
- 2009年擔任台北聽障奧運開幕演出《曼達拉》導演。
- 2009年協助法務部矯正署彰化監獄成立「鼓舞打擊樂團」。
- 2010年擔任建國百年跨年晚會演出《天人合一》導演。
- 2010年榮獲中國文藝協會頒發中國文藝獎章舞蹈編導獎。

## 作品

### 優劇場成立前
- 《Medea在山上》(1984)
- 《第一種身體的行動》(1987)

### 優劇場成立後
- 《地下室手記浮士德》(1988)
- 《鍾馗之死》(1989)
- 《小ㄈ的戲》(1990)
- 《七彩溪水落地掃》(1990)
- 《山月記》(1992)
- 《漠‧水鏡記》(同水鏡記)(1992)
- 《爭‧水鏡記》(1993)
- 《優人神鼓》(1994)
- 《心戲之旅》(1995)
- 《種花》(1997)
- 《海潮音》(1997)
- 《聽海之心》(1998)
- 《曠野之歌》(1999)
- 《持劍之心》(2001)
- 《捻花》(2002)
- 《金剛心》(2002)
- 《蒲公英之劍》(2003)
- 《禪武不二》(2005)
- 《聽海之心101》(2005)
- 《與你共舞》(2006)
- 《門》(2006)
- 《正版禪武不二》(2007)
- 《勇者之劍》(2007)
- 《入夜山嵐》(2007)
- 《鼓舞小勇士》(2007)
- 《空林山風：走路篇》(2008)
- 《暴風地帶》(2008)
- 《入夜山嵐》(2009)
- 《曼達拉》(2009)
- 《喂！向前走》(2009)
- 《天人合一》(2010)
- 《花蕊渡河》(2010)

## 荣誉

### 中华民国勋章奖章
- 二等景星勋章（2005年11月12日于台北总统府颁授[5]）

## 共同製作
- 《破曉》(2007)
- 《破曉2》(2009)
- 《鄭和1433》(2010)

## 演出
- 華視綜藝節目《號外特攻隊》（1986年）
- 電影《戰鼓》（2007年）

## 主持
- 中視兒童節目《小小臉譜》主持人
- 中視社教節目《儷人行》第三代主持人